# Gunung Kaya (Jarai)
Gunung Kaya is een bestuurslaag in het regentschap Lahat van de provincie Zuid-Sumatra, Indonesië. Gunung Kaya telt 509 inwoners (volkstelling 2010).